# سامانه‌های فوق مقیاس وسیع
سامانه‌های مقیاس فوق وسیع (به انگلیسی: Ultra-large-scale system یا به اختصار ULSS) عبارتی‌است که در علوم رایانه، مهندسی نرم‌افزار و مهندسی سامانه‌ها برای اشاره به سامانه‌های نرم‌افزاری‌است که به شکل بی‌سابقه‌ای دارای حجم زیادی از سخت‌افزار، کد برنامه، کاربر و اطلاعات است به کار می‌رود.